# Ciments Français
Ciments Français é uma sociedade industrial francesa especializada no fabrico de cimentos. Esta empresa é detida em 100% pelo grupo italiano Italcementi.
A empresa foi fundada em 1850 por Émile Dupond et Charles Demarle e em 1992 a empresa foi comprada pela italiana Italcementi, a empresa foi cotada no índice CAC Mid 60 da Bolsa de Valores Francesa, porém em junho de 2014 a Italcement comprou as ações restantes que estavam no mercado financeiro e fechou o capital da empresa.